# 資政院
資政院（しせいいん、中国語: 資政院）は、清の議会である。一院制議会。

## 概要
清朝末期の近代化の改革の動きの中で開設された議会である。
先んじて省の地方議会である「諮議局」が設けられており、それについで中央の議会が資政院として開設された形となる。
第1回議会は1910年10月3日に召集され、200議席のうち欠員4人を除く196人の議員によって開会された。
議長を「総裁」、副議長を「副総裁」と称していたが、一般的な諸外国の議会と同じように議員による選挙で選出される近代的な議会として運営された。

### 権限
議会規則にあたる資政院院章では以下の権限を規定していた。
第 14 条
資政院は、次の事項について権限を有する。
1. 国家の収入と支出に関する財政予算。

1. 国家の収入と支出に関する決算。

1. 課税と公債の発行。

1. 法改正。

第 15 条
前条第 1 項から第 4 項までの動議は、閣僚が起草して提出し、資政院に提出するものとする。